# シュタインハーゲン (ヴェストファーレン)
シュタインハーゲン (ドイツ語: Steinhagen, ドイツ語発音: [ˈʃta‿inhaːɡ̩n] ( 音声ファイル)) は、ドイツ連邦共和国ノルトライン＝ヴェストファーレン州デトモルト行政管区のギュータースロー郡に属す町村（以下、本項では便宜上「町」と記述する）である。

## 地理

### 位置
シュタインハーゲンは、町域の北西から南東に向かって伸びるトイトブルクの森の南斜面沿いのエムスザントエーベネ（エムス川沿いの砂地の土地）に位置している。トイトブルクの森はミュンスターラント東部とヴェストファーレン盆地との境界をなしており、一部はヴェーザー川水系とエムス川水系との分水界の一部となっている。最高地点は 306 メートルのブスベルクであり、70 メートルのコッテン池が最低地点である。ビーレフェルトまでは 10 キロメートル、ギュータースローへは 15 キロメートルの距離にある。

### 地質学
町域の北部はトイトブルクの森にあり、このため町境のかなりの部分がこの中低山地の尾根によって形成されている。町域は南に向かってエムスザントエーベネに突き出すように広がっている。
シュタインハーゲンは、おおむね鍵状の形をしたミュンスターラント盆地の北東端に含まれる。ここでは、表土に近い地盤は急勾配をなしている。この地盤は、粘土質の泥灰岩、石灰質の泥灰岩、石灰岩、泥灰岩で形成されており、さらに中生代（白亜紀前期および後期）の砂岩や砂岩質の泥灰岩が混じる。これらの岩は古生代（デボン紀、石炭紀）の褶曲した岩の層の上にある。ミュンスターラントへの移行部では、白亜紀の層が厚くなり、氷期（第四紀）の主に砂岩質の脆い岩の層が覆っている。これはエムス川の沈殿物やモレーンのような氷期の堆積物あるいは雪解け水に押し流された砂などから形成されたものである。

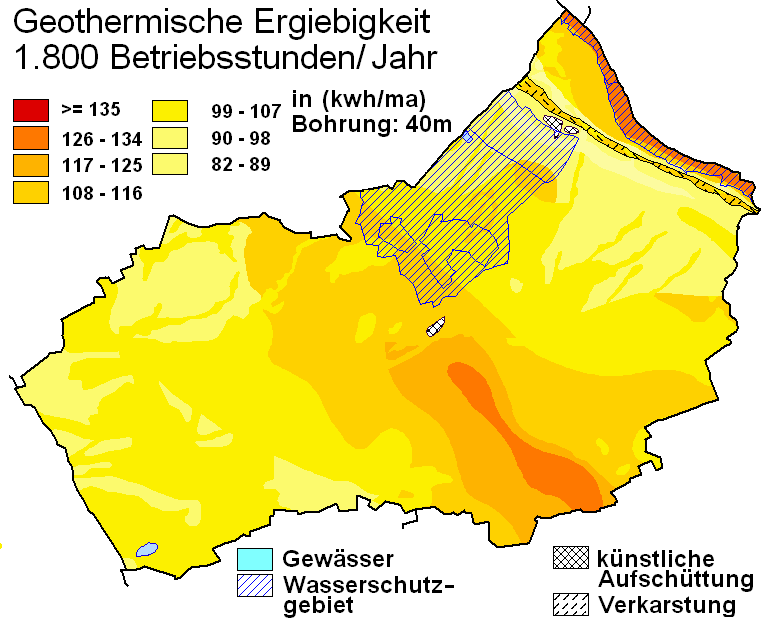
シュタインハーゲンの地熱分布図

町内は湿った土地と乾いた土地が不規則に分布している。低地や谷では地下水が表土のすぐ近くにまで満ちている。こうした場所は地下水の豊かな土壌グレイゾルで、第四紀の細かい砂の表土で覆われている。この土地はポドゾル化の傾向があり、ポドゾル＝グレイゾルの土壌が広範囲に広がっている。風などによって運ばれた細かい砂が積もったことで地下水は表出することを免れている。こうした細かい砂の土地にはポドゾルが形成されており、一部は地中に沼鉄鉱を含んでいる（たとえば、ブロックハーゲン近郊）。シュタインハーゲン近郊は、氷成粘土によって形成された砂地からローム質の土壌が主である。氷成粘土は水を通さない地層であるため、時に降水は地表にまであふれる。こうした湛水土壌（擬似グレイゾル）は灰赤褐色の地色のプロファイルを呈する。トイトブルクの森の南西斜面には雪解け水の砂から形成されたポドゾルが形成されている。数千年間におよぶ農耕の結果、一部ではプラッゲンによる腐植土が深くにまで達している。トイトブルクの森の高度が高い場所、たとえばヤーコプスベルクでは、粘土質のローム質土壌（レンジナ）が風化し、白亜紀の石灰岩が露出している。
シュタインハーゲンの町域は、地熱ゾンデによる地熱源やヒートポンプによる地熱採取については、「中程度」から「良好」、南西部では「極めて良好」な状態にある（右図参照）。

### 町域の広がりと土地利用

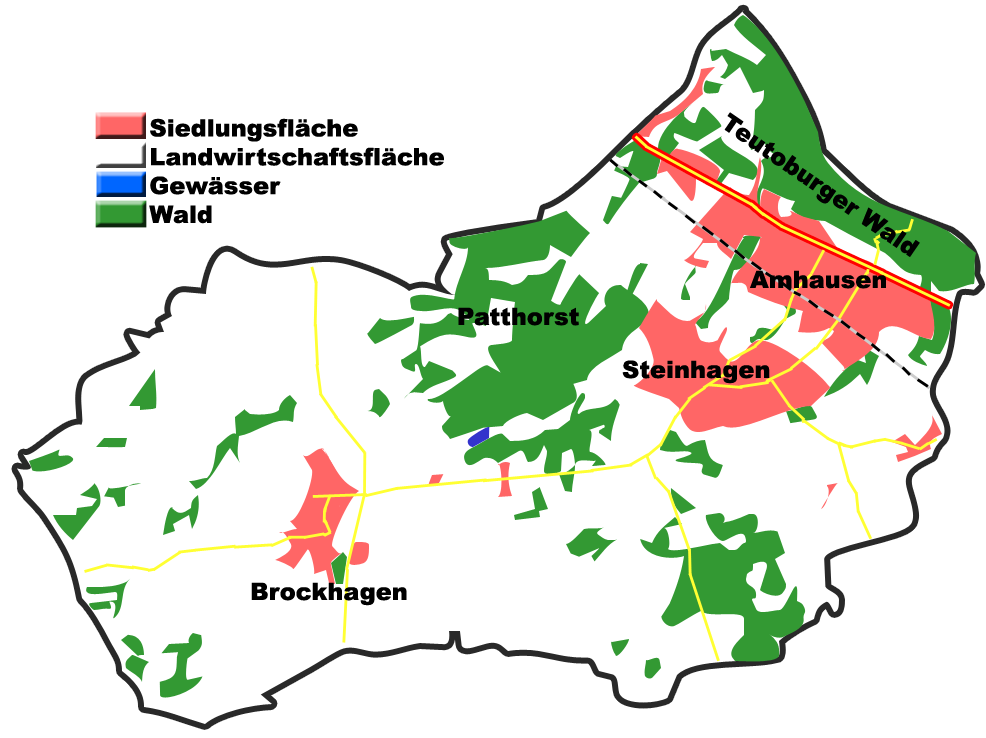
シュタインハーゲンの土地利用図。赤は市街地、白は農業用地、青は水域、緑は森林である。

「グローセ・ラントゲマインデ」（直訳すると「大きな田舎町」）に分類されるこの町の面積は 56.19 平方キロメートルである。町域の大部分は農業用地および森林で、合わせて約 78.5 % を占める。これに住宅地と交通用地、合わせて 18.6 % が続。町域の南北の最大幅は約 8.3 キロメートル、東西のそれは約 11.5 キロメートルである。
| 土地用途別面積 | 農業用地 | 森林   | 宅地、空き地 産業用地 | 交通用地 | 水域  | スポーツ用地 および緑地 | その他 |
| -------------- | -------- | ------ | --------------------- | -------- | ----- | ----------------------- | ------ |
| 面積 (km2)     | 33.33    | 10.94  | 7.27                  | 3.22     | 0.47  | 0.93                    | 0.25   |
| 占有率         | 59.1 %   | 19.4 % | 12.9 %                | 5.7 %    | 0.8 % | 1.7 %                   | 0.4 %  |

### 隣接する市町村
シュタインハーゲンは、東は郡独立市のビーレフェルトと境を接しており、北東はそのドルンベルク地区、東はクヴェレ地区、南東はウムメルン地区、南はギュータースロー地区である。西は、ハルゼヴィンケル、北西はハレ、北はヴェールターに隣接している。

### 自治体の構成
シュタインハーゲンは 3つの地区で構成されている。首邑のシュタインハーゲンの他は、アムスハウゼンとブロックハーゲンである。各地区の面積と人口を以下の表に示す。
| 地区名             | 地区名     | 面積 (km2) | 人口（人） 2013年12月1日現在 | シュタインハーゲンの地区構成 |
| ------------------ | ---------- | ---------- | ---------------------------- | ---------------------------- |
| アムスハウゼン     | Amshausen  | 6.93       | 3,158                        | シュタインハーゲンの地区構成 |
| ブロックハーゲン   | Brockhagen | 25.86      | 3,282                        | シュタインハーゲンの地区構成 |
| シュタインハーゲン | Steinhagen | 23.39      | 14,771                       | シュタインハーゲンの地区構成 |
| 合計               | 合計       | 56.18      | 21,211                       | シュタインハーゲンの地区構成 |

### 気候
シュタインハーゲンは中央ヨーロッパの温帯気候に属している。この町は亜大西洋海洋性気候にあたる。冬は大西洋の影響でおおむね穏やかであり、夏はかなり暑い。
亜大西洋海洋性気候に位置していることから年間を通して湿潤な気候で、平均して降水がある。ブロックハーゲンの測候所における年間降水量の長期平均は 775 mm である。これはドイツ全土の平均 (700 mm) よりも多いが、町域の北東地域の測候所の値よりもかなり少ない。北東地域ではトイトブルクの森の斜面を登る際に生じる雨により、年間 1,200 mm 近い降水がある。

## 歴史
コンラート3世は、1147年にヘルフォルト修道院に数多くの荘園や農場の所有権を授けた。その中に現在のシュタインハーゲンの町域内にあった「Schabbehardt」や「Burde」が含まれていた。これらの集落が現在の町の母体となったと推測されている。1300年に12の農園を含むブルデの荘園についてヘルフォルト修道院に更改証書の作成が義務づけられたという文書が遺されている。その後の文書では「ブルデ」は「ニーンハーゲン」とも記録されている。
この荘園のすぐ隣にラーフェンスベルク伯によって、おそらく 11世紀半ばに集落が建設された。11の農園からなる集落は「シュタインハーゲン」と名付けられた。1258年8月2日のパーダーボルンの文書でこの集落は初めて「シュタインハーゲン」の名で記録されている。2つの集落は、1334年の教会による地域再編の際に統合された。「ブルデ」や「ニーンハーゲン」という名称は、徐々に「シュタインハーゲン」に圧されて使われなくなっていった。
中世にリンネル織りの織布生産が大いに発展した。リンネル織りの起源は農家の家内紡績や家内織布であった。これらは冬季に行われ、自らの家内で使用されていた。しかし土地の領主がこれを新たな収入源として見いだした。ヘルフォルト修道院の徴税簿には、12世紀から領主への税として亜麻糸と亜麻布が記録されている。シュタインハーゲンの周辺地域でも13世紀にはすでに亜麻や麻の栽培が行われていた。ヘルフォルトの徴税簿には、ボルデ近郊のボーケミューレが記録されている。この水車は、Rueshop荘園近くの、ラントバッハ川の現在は知られていない支脈に設けられていた。
その後何世紀もの間、農家の織布業は特に小作農や自営農の生活収入を護るための副業とみなされていた。従って、こうした仕事は14世紀から18世紀まで都市よりも農村部で行われていた。
ラーフェンスベルク伯でもあったブランデンブルク選帝侯フリードリヒ・ヴィルヘルム（1640年 - 1688年、大選帝侯と呼ばれる）もリンネル産業をラーフェンスベルク伯の最も重要な経済的ファクターと見ていた。そのため彼は、ラーフェンスベルク地方を「我が愛する糸紡ぎとリンネルの郷」と呼んだ。
亜麻の他に、中世盛期以後麻の栽培や加工も重要な製造業分野と見なされるようになった。特に湿潤な低地地方や沼沢地域、すなわちシュタインハーゲンやブロックハーゲン地区、ラーフェンスベルク地方南部で盛んに栽培された。麻から生産された製品は、イングランド、オランダ、北アメリカへ輸出された。麻糸は縄を作るために使われたり、帆布の材料になったりした。奴隷のための粗末な衣服もしばしばこの地域から海外に輸出された。大選帝侯の時代以降、シュタインハーゲンを含むラーフェンスベルク伯領の経済生活全般と同様に、麻や亜麻の栽培・加工製品も領邦の規制を受けるようになった。レッゲ法（1669年/1672年）によってリンネル生産は規格化され、点検を受けることとされた。選帝侯の官僚が品質と総量を管理し、罰金と報酬が定められた。シュタインハーゲンとブロックハーゲンの地名は料金規定に明記されている。最も重要な文書が1688年の「Commercien-Edict」である。この文書にはシュタインハーゲンとブロックハーゲンに対する特別規定が記されている。
選帝侯の後継者であるプロイセン王もリンネル織りの増産を奨励した。税の軽減、個人自由権の授与、兵役免除が亜麻の栽培・加工への誘因となった。1720年頃には、ラーフェンスベルク伯領に亜麻を栽培しない農夫はほとんどいなくなっていた。
18世紀末以降、農民たちのリンネル産業に困難な時代が訪れた。フランス革命の影響で起こったナポレオン戦争に伴いナポレオンが発した大陸封鎖令は、多くの農民に衰退と貧困化をもたらした。ヴェストファーレン王国時代、シュタインハーゲンはビーレフェルト県に属した。
その後、産業革命によって始まった工業化の時代に、故郷の土地と結びついた農家の生活スタイルは打ち砕かれた。経済の変革が始まり、ヨーロッパでは特に織布産業に機械が導入されていった。高品質で低価格な外国からの競合品がこうした状況に拍車をかけ、田舎の賃金収入に強い圧力を加えていった。南ヴェストファーレン＝ラーフェンスベルク地域やシュレージエン地方の家内織工ほど、貧困に苦しみ、将来を見込めなかった者は他のどこにもなかった。家内制手工業で行う織物は経済的に採算が合わなくなったため、困窮した農民たちの大部分は他所に移住するか、隆盛し、拡大する工業都市に働きに出るかであった。
その後、ドイツでは工業用亜麻の生産に特化されていった。

### 町村合併
1932年1月1日、キュンゼベックの住民が住む一部 (0.35 km2) がこの町に合併した。ノルトライン＝ヴェストファーレン州の地域再編に伴い、1973年1月1日に、アムト・ハレの3つの町村、シュタインハーゲン、アムスハウゼン、ブロックハーゲンとホーベルゲ＝ユーレントルプの一部がビーレフェルト法 (§3) に従って新たな自治体シュタインハーゲンとして合併した。

### 宗教

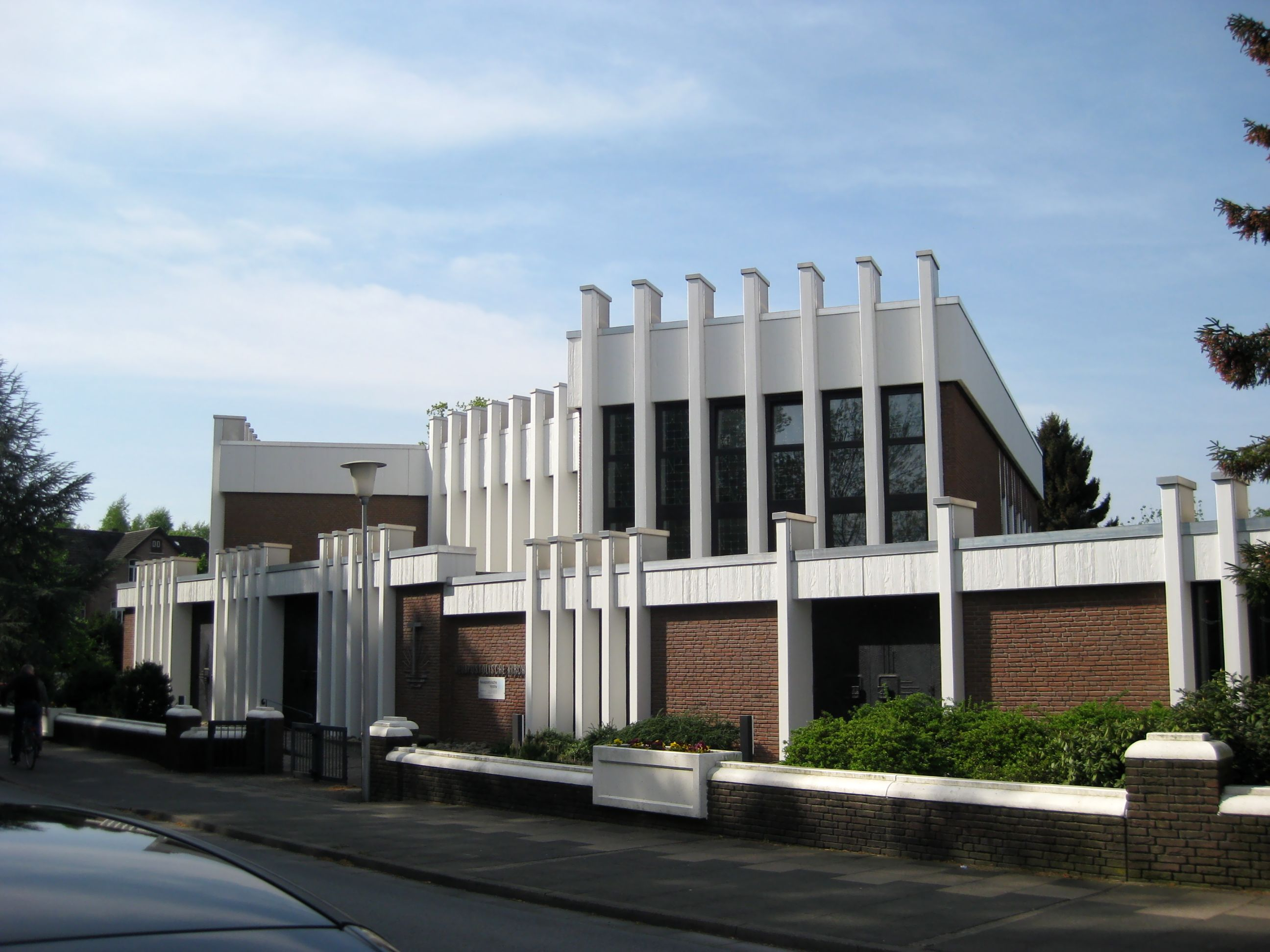
オーバーシュタインハーゲンの新使徒派教会

シュタインハーゲンを含むラーフェンスベルク伯領で徐々に浸透していった16世紀の宗教改革に伴う変革後、シュタインハーゲンの住民は、旧ハレ郡全域がそうであるように、主に福音主義ルター派に属していた。
シュタインハーゲンは、新使徒派教会の歴史的な中心でもあるため、特にオーバーシュタインハーゲンのニーハウス集落では、新使徒派信者の比率が高い。この教会は 500人以上の信者を擁している。ブロックハーゲン地区には、2010年に使徒派教会の歴史に関する研究文書館が設けられた。このブロックハーゲン文書館はさらに地元とドイツ全土で活動している「使徒の歴史ネットワーク」の運営も行っている。

### 人口推移
シュタインハーゲンは、人口の観点からギュータースロー郡で最も大きな町村（市を除く）である。都市権は授けられていない。
以下の表は、各時点での町域および現在の町域にあたる地域の人口推移を示したものである。1970年までと1987年の数値は人口調査の結果であり、1975年からは州のデータ管理・統計局の公式な研究結果である。1975年から1985年までは推定値、1990年以降の値は1987年の人口調査結果に基づく推計値である。
各時点のシュタインハーゲン町域における人口
| 年              | 人口（人） |
| --------------- | ---------- |
| 1818 (12月31日) | 1,589      |
| 1831 (12月3日)  | 1,659      |
| 1837 (12月3日)  | 1,818      |
| 1843 (12月3日)  | 1,828      |
| 1849 (12月3日)  | 1,880      |
| 1852 (12月3日)  | 1,860      |
| 1858 (12月3日)  | 1,727      |
| 1867 (12月3日)  | 1,812      |
| 1871 (12月1日)  | 1,753      |
| 1885 (12月1日)  | 1,797      |
| 1895 (12月1日)  | 1,931      |
| 1900 (12月1日)  | 2,110      |

| 年              | 人口（人） |
| --------------- | ---------- |
| 1905 (12月1日)  | 2,269      |
| 1910 (12月1日)  | 2,698      |
| 1925 (6月16日)  | 3,027      |
| 1933 (6月16日)  | 3,508      |
| 1939 (5月17日)  | 3,896      |
| 1946 (10月29日) | 5,693      |
| 1950 (9月13日)  | 6,260      |
| 1961 (6月6日)   | 7,677      |
| 1970 (5月27日)  | 8,397      |
| 1972 (12月31日) | 9,224      |

現在のシュタインハーゲン町域にあたる地域の人口
| 年              | 人口（人） |
| --------------- | ---------- |
| 1939 (5月17日)  | 6,909      |
| 1950 (9月13日)  | 10,693     |
| 1961 (6月6日)   | 12,377     |
| 1970 (5月27日)  | 14,258     |
| 1972 (12月31日) | 15,129     |
| 1974 (6月30日)  | 15,514     |
| 1975 (12月31日) | 15,771     |
| 1980 (12月31日) | 16,220     |
| 1985 (12月31日) | 16,056     |
| 1987 (5月25日)  | 16,486     |

| 年              | 人口（人） |
| --------------- | ---------- |
| 1990 (12月31日) | 17,303     |
| 1995 (12月31日) | 18,591     |
| 2000 (12月31日) | 19,619     |
| 2005 (12月31日) | 19,902     |
| 2007 (12月31日) | 19,938     |
| 2012 (12月31日) | 20,197     |

## 行政
シュタインハーゲンは、州議員選挙ではギュータースローI - ビーレフェルトIII区（第94選挙区）に、連邦議会選挙ではギュータースロー選挙区に属す。

### 町議会

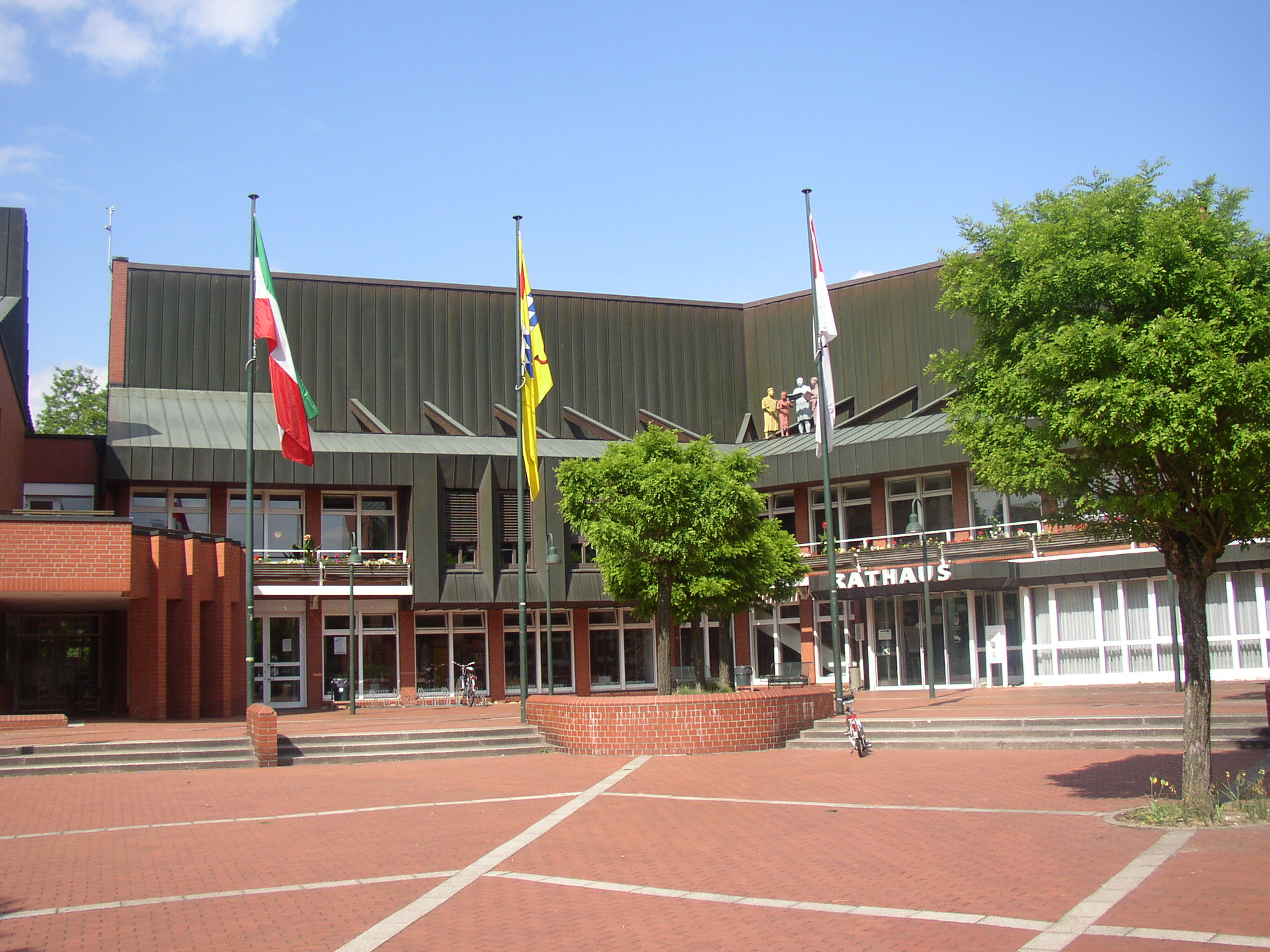
シュタインハーゲンの町役場

この町の町議会は 34議席で構成される。これに町長が議長として加わる。

### 首長
2020年9月27日の町長選挙決選投票で、ザラー・ジュース (SPD) が 61.38 % の支持票を獲得して新たな町長に選出された。前任者のクラウス・ベッサー (SPD) は1994年11月2日から町長を務めていた。彼は1999年に 59.4 %、2004年に 65.3 %、2009年に 74.1 %、2014年に 84.1 %の支持票を獲得して当選した。

### 紋章
シュタインハーゲンの紋章は、3つの部分から構成されている。上部向かって左は青地に金色の穂、上部向かって右が金地に青いビャクシンの枝が描かれている。これらは、この町を知らしめている特産品であるジンを表している。下部は、銀地に3本の赤い逆V字図形が描かれている。これは、かつてこの地域が属していたラーフェンスベルク伯の紋章である。

### 姉妹自治体
シュタインハーゲンは2つのヨーロッパの町と姉妹自治体協定を結んでいる。
- ウールデン（オランダ語版、英語版）（オランダ、ユトレヒト州）1972年
- フィヴィッツァーノ（イタリア、トスカーナ州）1988年

## 文化と見所

### 演劇
シュタインハーゲンには劇場も劇団も存在しない。客演の芝居上演やコンサートには学校センターの講堂（750席）が用いられる。

### 博物館
シュタインハーゲン歴史博物館は、かつてのシュリヒテ蒸留所内にジンを製造するために用いられた古い蒸留器具や道具を展示している。さらに古い写真、文書、衣類、歴史的な文房具倉庫や薬局、シュタインハーゲンの町の発展に関する資料を見学することができる。

### 音楽
この町には数多くの世俗合唱団や教会合唱団がある。シュタインハーゲン歌唱団 e.V.、男声合唱団ベルカント・シュタインハーゲン e.V.、ベルカント室内合唱団などである。2005年には会員数約 40人のコール・フィールハーモニーが結成された。レパートリーはルネサンスから現代音楽までの音楽史の様々な時代の歌曲である。アムスハウゼン地区やブロックハーゲン地区でも合唱団は活動している。ブロックハーゲン男声合唱団は1858年の設立で、この地域で最も古い歌唱サークルの1つである。アムスハウゼン男声合唱団は1921年に4人のリズムグループとして結成された合唱団で、ポピュラーソングやミュージカルナンバーを歌っている。ギュータースロー音楽学校はシュタインハーゲンに分校を有している。この学校はコンサートを開催し、授業を行っている。シュタインハーゲン・ギムナジウムには、音楽クラス、ビッグバンド、フィルハーモニック・オーケストラ、合唱団がある。カトリックの聖ヘドヴィヒ教会は、2011年に4声の青年合唱団を組織した。この合唱団は、教会音楽の他に、世俗歌曲、ゴスペル、ポピュラーソングも含む4種類の音楽のバランスのとれたレパートリーを有している。

### 建築

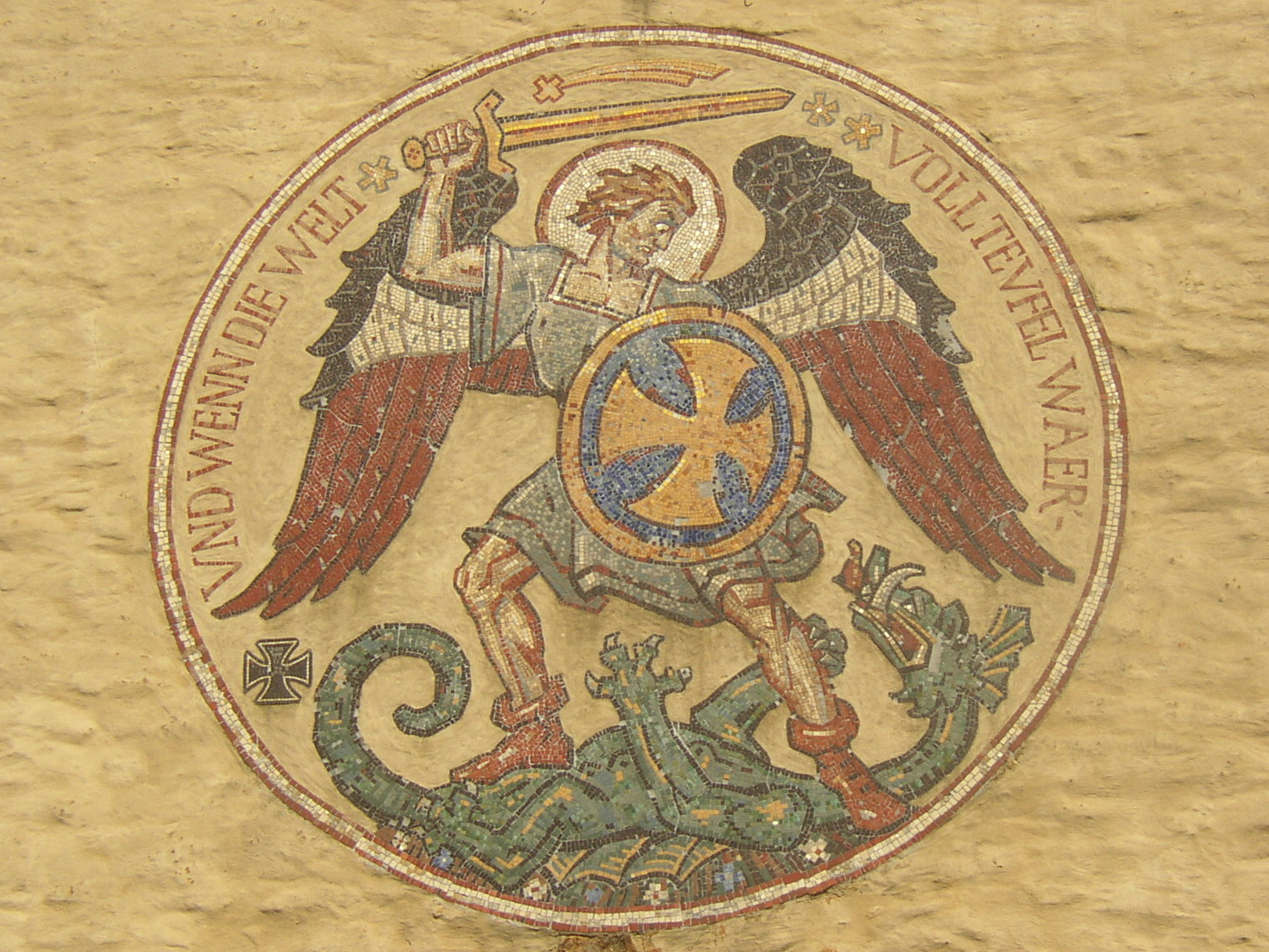
聖ミカエルを描いた福音主義教会のモザイク

シュタインハーゲンの福音主義教会は、1334年から教区を有している。14世紀に建設された二廊式の本堂には、1901年にカール・ジーボルトによって翼廊が増築された。この建物の西側には、切妻屋根の教会塔が建っている。1450年から1460年頃にヨハン・ケルベッケ周辺の作家によって制作された重要な観音開きの祭壇、後期ゴシック様式のトレサリーがはめ込まれた講壇、1693年製の洗礼盤、ドラゴンと戦う大天使ミカエルと「そして世界が悪魔で満ちたならば」という章句を描いた入り口上部のすばらしいモザイクが調度として存在している。モザイクの章句は、当時この国で起こった民主主義の潮流に反対する立場を明言したものである。シュタインハムの教会塔南側面の「ハスペルクロイツ」が現在も紡績業の時代をしのばせる。これは、1778年から4つのピンの間が2ブランデンブルク・エレン (約 1.334 メートル) を示す基準尺として用いられていた。この教会では1902年に大規模な改築が行われた。塔の時計もこの時にシュリヒテ家の寄進によって取り付けられた。

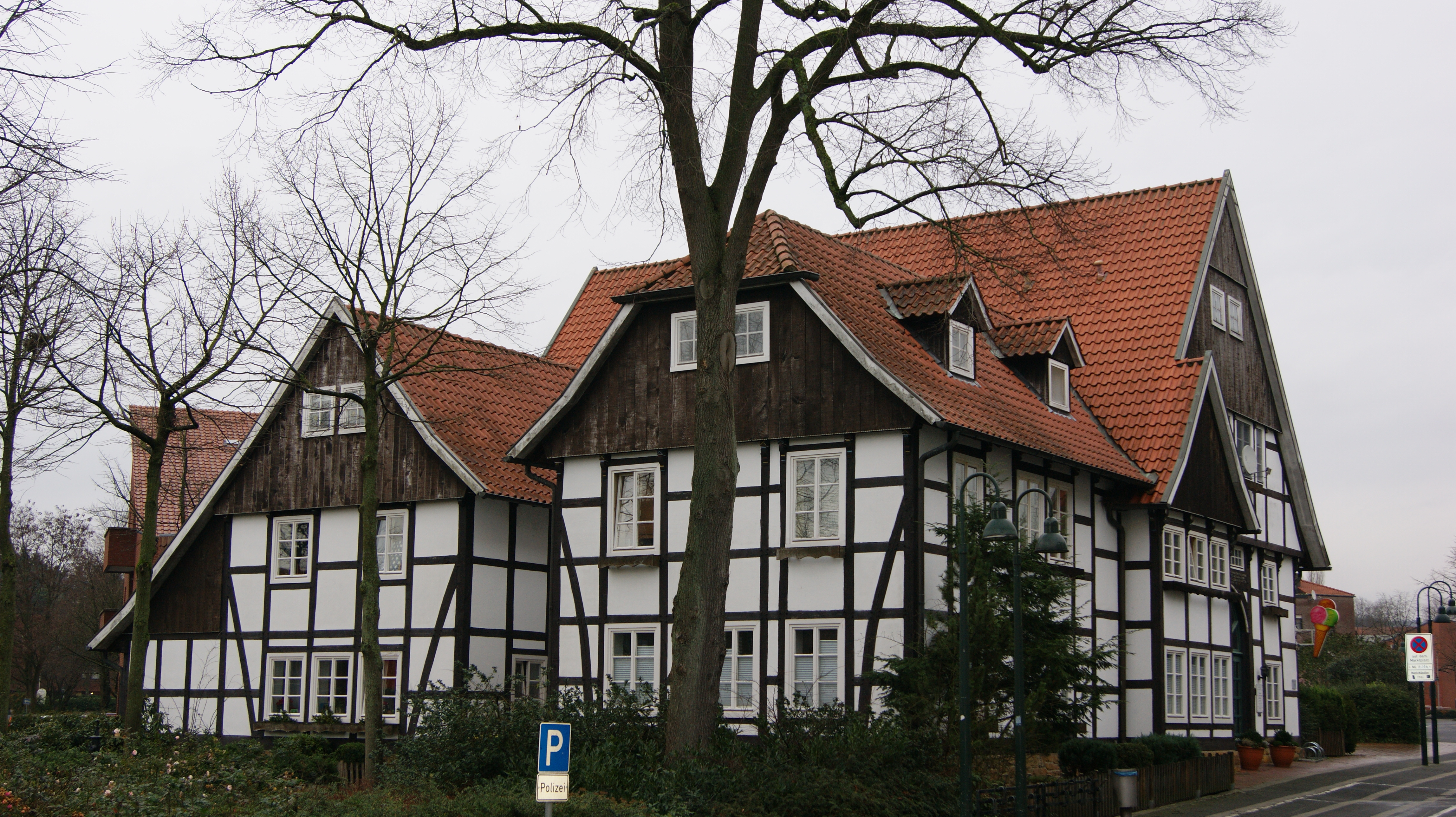
ブリンクハウス

シュタインハーゲン地区の中核部には、主に18世紀から19世紀に建造された木組み建築が数棟保存されている。かつて教会を取り囲んでいた建物群（キルヒリングベバウウング）は新しい建物に建て替えられている。アルター・キルヒ通り4番地に郷土館として利用されているオーデルハイデ邸がある。この建物はディーレンハウスで、入り口の梁には「1609年」の銘が見られる。この年号は後から、おそらく建設されてから100年ほど経った後に、彫り加えられたものである。この建物は1988年に完全に修復がなされた。キルヒプラッツ22番地には、古い鍛冶屋が遺っている。この建物は1834年に建造された半切妻屋根の平屋造りの木組み建築で、現在はレストランとして利用されている。その向かいにはシュタインハーゲンの最も古い食堂シュタイヘーガー・ホイシェン（シュタインハーゲンの小さな家）がある。キルヒプラッツ（教会広場）以外では、1970年代末から1980年代初めに新たに設けられたマルクト広場の南端に位置するブリンクハウスは1715年の銘を持つ木組みのディーレンハウスで、後に増築された突出部を有している。
歴史博物館の屋根には、シュタインハーゲンの象徴である高さ 5 メートルの緑色のシュタインヘーゲナーの瓶が載っている。
パットホルスト騎士館。半切妻屋根を戴く3階建てのこの領主館は1777年から1783年に建設され、1840年から1864年に増築された。敷地の南西に1818年にドーリア式の神殿を模した廟所を有する一族の墓地がある。この館は個人所有であり、立ち入りは禁止されている。
- かつてのキルヒリングベバウウングの一部
- シュタインハーゲンの福音主義教会
- 歴史博物館の屋根に載ったシュタインヘーゲナーの瓶
- パットホルスト館

### 公園

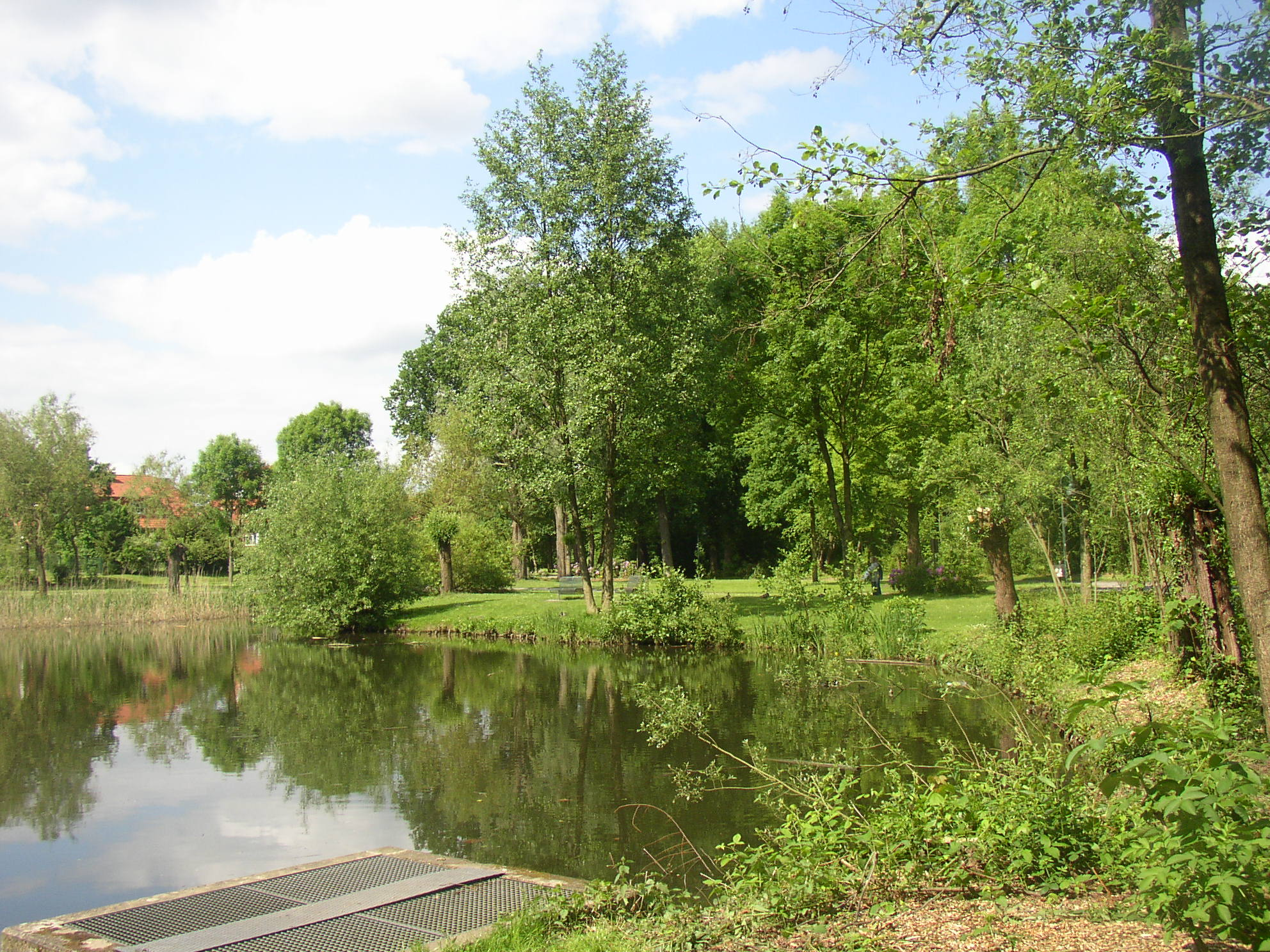
バーンホーフ通り西の公園風施設

シュタインハーゲンには一般に公開されている公園施設はない。バーンホーフ通りの西部、キルヒ広場の高台にある池の周囲の公園風施設は自由に立ち入ることができる。私有地としては、かつてのラーフェンスベルク伯の狩の館に面した広さ約 2 ha のグーツパルク・パットホルストがある。
町域は、かつての「北部トイトブルクの森＝ヴィーエン山地自然公園」にあたる TERRA.vita 自然公園の一部である。

### 自然保護地区と自然文化財

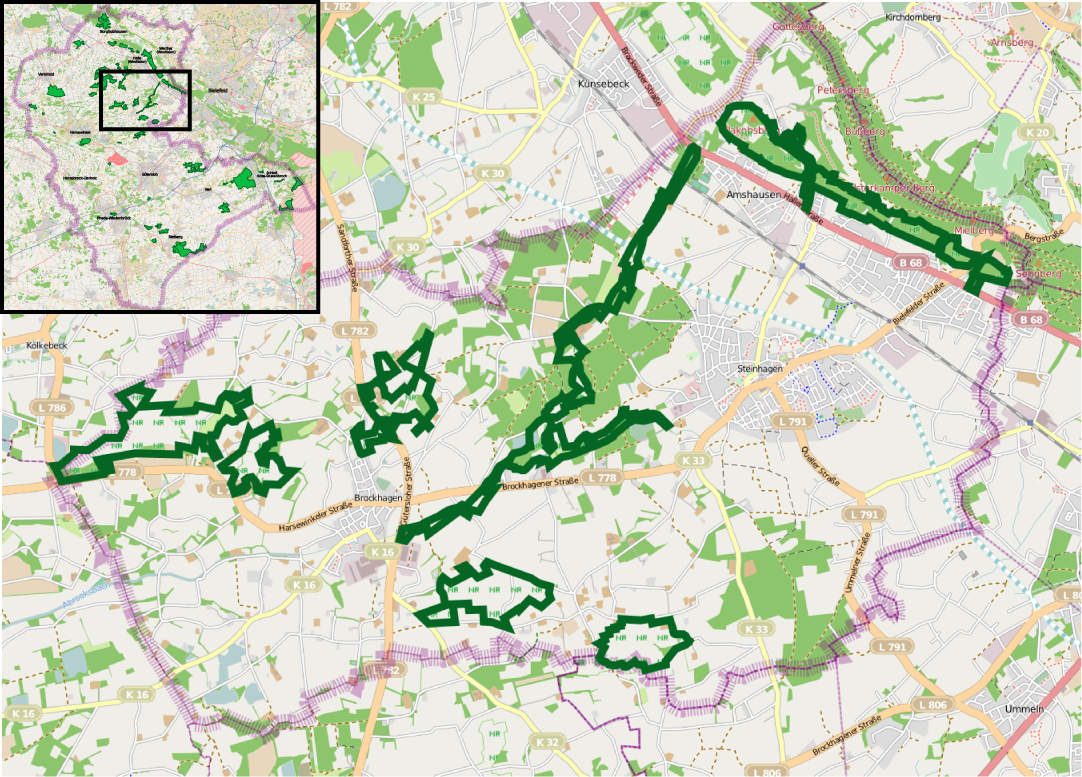
シュタインハーゲンの自然保護区。緑の太線で囲まれた地域が自然保護区地区に指定されている。

シュタインハーゲンには6つの自然保護地区があり、その総面積は 461.6 ha である。面積では郡内で4番目、町域に占める割合 (8.21 %) では郡内で3番目に広い自然保護地区を有する自治体である。
レーバーブリュムヒェンベルクは、アムスハウゼンの広さ約 48 ha のヤーコプスベルク自然保護地区の一部であり、ミスミソウの群生地である。3月中旬のミスミソウの開花時期には観光資源となっている。フリードリヒスヘーエを出発する遊歩道は、この山の周囲を巡り、ミュンスターラントの眺望が得られるエーミールスヘーエに至る。アムスハウゼンの遊歩道やベンチなどの施設は、アムスハウゼン郷土協会によって管理・補修されている。地元の墓地前広場には高さ 18 メートルの保護指定されたヨーロッパナラがある。この木は郡内でもっと重要な樹木の1つである。この木の推定樹齢は300年から500年の間である。
ブロックハーゲンのヴェンハイデ湿地自然地区は広さ 130 ha の緑地複合体で、レッドリストに掲載された19種類の植物の他に、ノルトライン＝ヴェストファーレン州警告リストに掲載された 15種類の植物が生息している。さらにレッドリストに掲載された野鳥2種類、警告リスト掲載の野鳥4種類が保護されている。また、11種類の直翅目の昆虫がおり、そのうち5種類は危機的なあるいは極めて危機的な状況にある。蝶は21種類が知られているが、このうち3種類がレッドリストに掲載されている。このようにこの地区は注目すべき生物多様性を示している。
シュトレーエン湿地自然地区は、珍しい植物の生息地であり、ダイシャクシギ属、タゲリ、コキンメフクロウといった鳥たちの伝統的な営巣地である。
ヴェステンの湿地自然保護地区は広さ 50 ha で湿った森林近くに小さな湿地が存在している。フォッデンバッハ＝ラントバッハ自然保護地区は、その名の由来となった2本の川の流域にあり、広さ約 87 ha の自然蛇行域に位置している。
エッゲ自然保護地区は2008年に指定された、最も新しい自然保護地区である。この自然保護地区は町の北西部にあたるトイトブルクの森にあり、広さは約 53.6 ha である。
クラールブッシュは、早くも1939年に自然保護地区に指定された。しかし、水の極度の富栄養化により貴重な植物相が完全に失われ、1970年代に保護地区指定は解除された。
ミューレン通り沿いのシュピール広場には樹齢約200年の保護指定されたヨーロッパナラの木がある。高さは約18 メートル、樹冠の直径は約 26 メートルである。

### スポーツ
シュタインハーゲンには以下のスポーツクラブがある。
- TSV アムスハウゼン（サッカー、柔術、ジャズダンス、アーチェリー）
- TC アムスハウゼン（テニス）
- TuS ブロックハーゲン（ハンドボール）
- SCSA スイミングクラブ・シュタインハーゲン＝アムスハウゼン（水泳、水球）
- Spvg シュタインハーゲン（サッカー、ハンドボール、バレーボール、卓球、体操、サイクルサッカー、バドミントン）このクラブの女子卓球部門は1989年から1994年までの間で6回ドイツ・チャンピオンになった。
- 航空スポーツクラブ・ラーフェンスベルク＝シュタインハーゲン（グライダー、模型製作、模型飛行機）
- ZRFV シュタインハーゲン＝ブロックハーゲン＝ホレン e.V.（馬の調教、騎馬、乗馬）
- アイランド馬騎乗クラブ Vinir e.V.
- DLRG シュタインハーゲン（水難救助）

### 年中行事
3月と8月に春の教会祭と夏の教会祭がマルクト広場およびキルヒ広場（教会広場）周辺で開催される。4月末から5月初めにマルクト広場でケヒェマルクト（料理人市）が開かれる。毎年6月はシュタインハーゲンの乗馬の日である。この行事は地域を超えて重要なイベントである。9月の第1週末はハイデ祭で、ワイン市やハイデの女王コンテストが行われる。
毎年第1アドヴェントの週末に開催されるクリスマスマーケットは商業主義的な性格を持たない。屋台は主にクラブ、学校、幼稚園や政党が用意し、収益はシュタインハーゲン活動団を通して町内の公益目的のために使われる。
年に1度、ヴァイバーファストナハト（灰の水曜日前の木曜日）とバラの日曜日との間の土曜日にカーニバルクラブ・クロンスバッハフンケン・シュタインハーゲン e.V. (KCCF) 主催のパーティーがシュタインハーゲン学校センターの講堂で開催される。600人以上の仮装したゲストが参加するこのイベントはカーニバルの大きな行事の1つである。
ブロックハーゲンは、1997年から2003年までの間、ラブパレードのやり方でレイブを楽しむ「フューチャー・パレード」の開催地として地域外でも重要であった。最盛期には約 55,000人が参加した。ブロックハーゲンでは8月最後の週末に地区祭が祝われる。

### 名物料理・食材
シュタインハーゲンはジンのシュタインヘーガーで知られている。

## 経済と社会資本

### 交通

#### 道路
シュタインハーゲンは、連邦道 B68号線でビーレフェルト方面およびオスナブリュック方面への広域道路網に接続する。州道 L791号線経由でビーレフェルト南部、L778号線経由でギュータースロー郡西部、L782号線経由でギュータースローに至る。
シュタインハーゲン地区とアムスハウゼン地区との間を、1968年9月に路線建設が決定し、2007年6月に路線計画がなされた連邦アウトバーン A33号線が通る予定である。連邦行政裁判所は 2件の訴訟を2009年8月に却下し、2009年9月に建設が始まった。この区間の開通は2014年と計画されていたが、2018年直前にまで延期された。

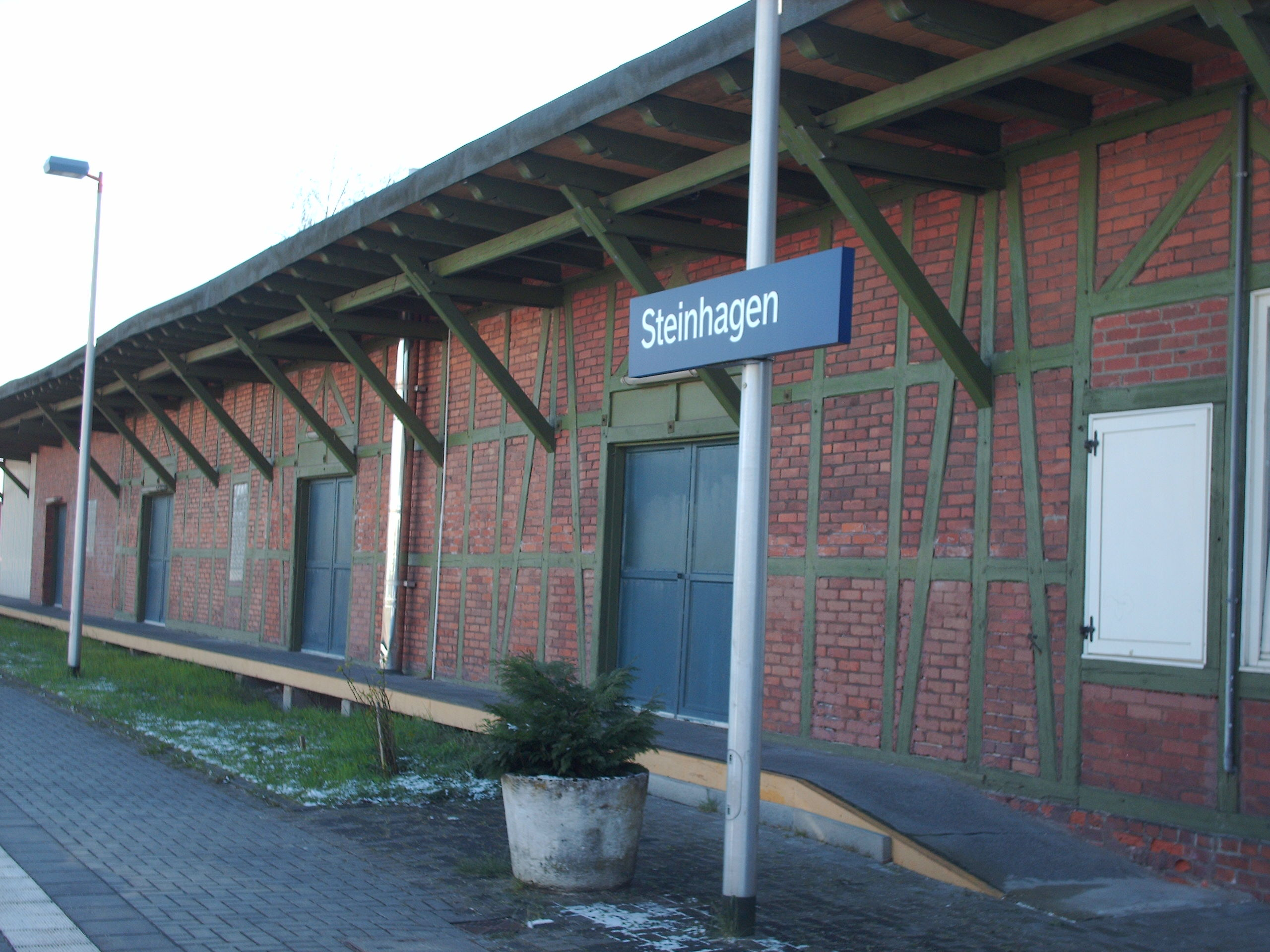
シュタインハーゲン駅

#### 鉄道・バス
シュタインハーゲン(ヴェストファーレン)駅とシュタインハーゲン(ヴェストファーレン)ビーレフェルダー・シュトラーセ駅はオスナブリュック＝ビーレフェルト線（路線番号 402）の沿線にあり、1時間間隔（ビーレフェルト - ハレ間は一部 30分間隔）にレギオナルバーン「ハラー・ヴィレム」RB75 が発着する。旅客列車は、ノルトヴェストバーンがタレントの気動車を使って最高時速 120 km/h で運行している。
道路旅客交通としては、ビーレフェルトおよびハレ (ヴェストファーレン) 行きの地方バスがある。町内のいずれの地区もオンデマンドバスを利用することができる。これらの公共旅客交通機関は「デア・ゼクサー」連盟運賃（OWL交通 GmbH）および NRWの越境運賃が適用される。また、オスナブリュック方面はオスナブリュック交通協会 (VOS-Plus) の越境運賃が適用される。

#### 遊歩道、自転車道
シュタインハーゲンは、オスナブリュックからシュタインハーゲンやビーレフェルトを経由してパーダーボルンに至るバーンラートルート・トイト＝ゼンネのルート上にある。
北の町境を形成しているトイトブルクの森の尾根をヘルマンスヴェークが通っている。この道は遊歩道としてライネのヴェルマーストートまでを結んでいる。この遊歩道沿いの北緯52度02分05秒 東経08度25分48秒 / 北緯52.03472度 東経8.43000度付近に「カール・カルステンス記念碑」がある。これは、ハイキングでこの地を何度も訪れた連邦大統領カール・カルステンスを記念したものである。

#### 航空
最寄りの大きな街であるビーレフェルトには交通用の空港がない。1.5時間以内に到着できる範囲には 4つの地方空港があり、これらの空港から直接往き来できる旅先はとても多い。ミュンスター/オスナブリュック空港までは 60 キロメートル、パーダーボルン/リップシュタット空港までは 65 キロメートルの距離がある。ドルトムント空港までは約 90 キロメートル、ハノーファー空港までは約 122 キロメートルである。
シュタインハーゲンの少し町外、シュトレーエンのホーフ・マイヤー近くに、ヘリポートを持つ気球・飛行船用空港があり、エアタクシー会社のエアー＝タクシー＝サービス・ビーレフェルトが運営している。小さな滑走路、ヘリコプター用ハンガー (300 平方メートル) や飛行船用ハンガー (370 平方メートル) が敷地内にある。ここでは1969年から航空の営業を行っている。1978年9月シュトレーエンで最初の客が乗ることができた熱気球 - 当時オストヴェストファーレン＝リッペ地方唯一の気球であった - が離陸した。

### メディア

#### 印刷媒体
月曜日から土曜日までの毎日、日刊紙としてノイエ・ヴェストフェリシェの娘紙にあたるハラー・クライスブラットとヴェストファーレン＝ブラットの地方版がほぼ同じ部数発行されている。両紙は地方面以外の一般記事をビーレフェルトにあるそれぞれの編集局で制作している。両紙はシュタインハーゲンを含む旧ハレ郡の全市町村の地方面を有している。さらに日曜日にはヴェストファーレン＝ブラットのフリーペーパー「OWL アム・ゾンターク」が刊行されている。全3地区のニュースやお知らせを掲載した「シュタインハーゲナー・シャウフェンスター」が年に 9回から 10回刊行されている。

#### ラジオとテレビ
シュタインハーゲンは西部ドイツ放送ビーレフェルト・スタジオの放送エリアに属している。さらに1991年からローカルラジオ局として報道を行うラジオ・ギュータースローの放送エリアにも属している。

### 公共機関

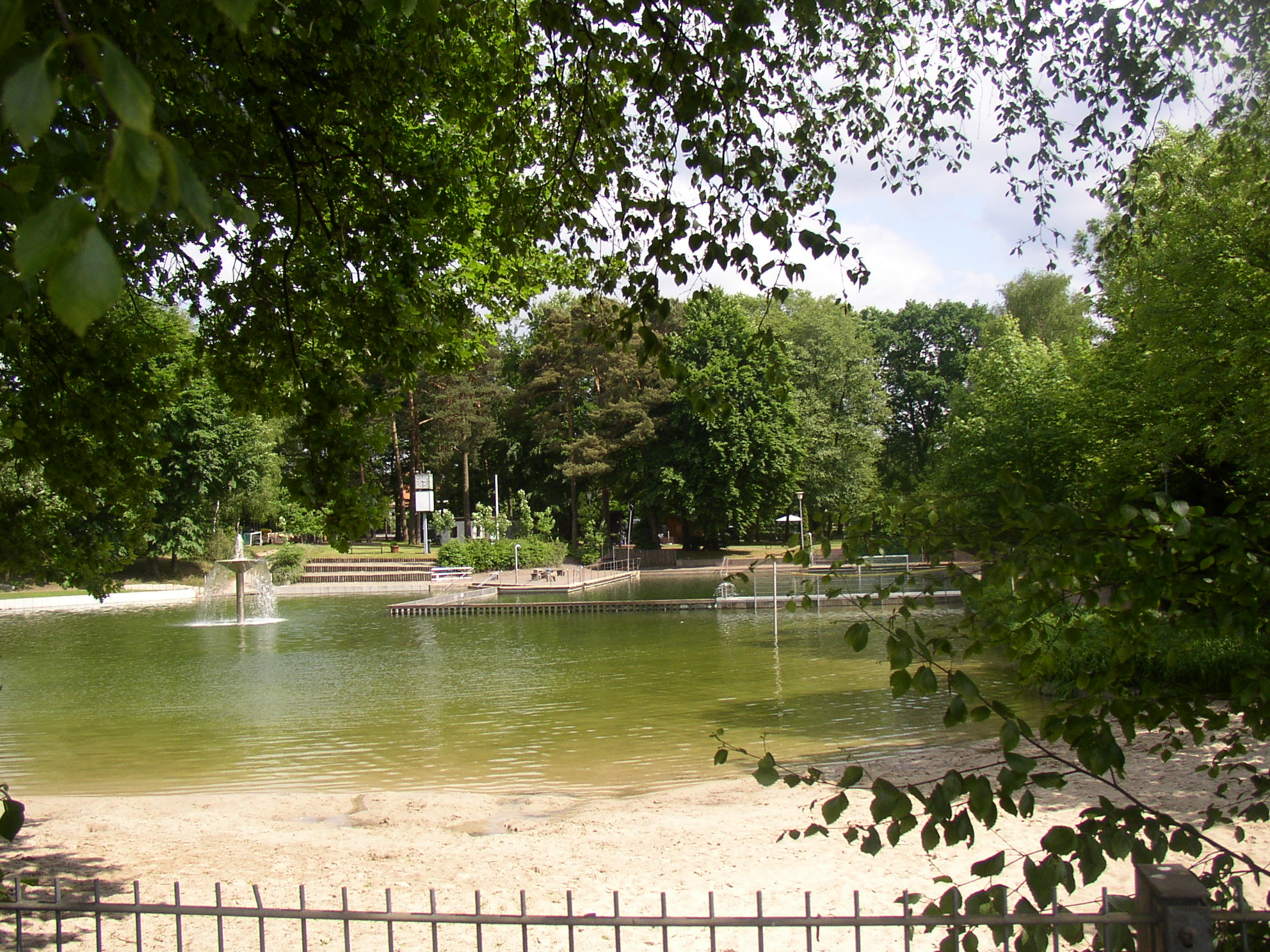
シュタインハーゲン森のプール

町は様々な施設で住民サービスを行っている。町立図書館の本館はプルファーバッハ川沿いの町役場の建物内に入っており、分館がブロックハーゲンにある。両館合わせて約 23,000点のメディアを収蔵している。
各地区には公共の集会所がある: シュタインハーゲンのハイマートハウス（郷土館）、ブロックハーゲンのアルテ・ドルフシューレ（旧学校）、アムスハウゼンのアルテ・フォイアーヴェール（旧消防署）。
森のプールは 80年以上前に建設され、改修が繰り返されてきた屋外プールである。壁で囲まれた水槽ではなく、砂岸の自然水槽で、その中をプルファーバッハ川が貫通している。水質はノルトライン＝ヴェストファーレン州でも常に最高水準にある。さらにシュタインハーゲン地区には屋内プールがあり、常に水温 29 ℃に保たれた 25 m プールが設けられている。そのすぐ隣にこの町で最大のスポーツ施設クロンスバッハ＝シュターディオンがある。ここには観客席のある芝の競技場、芝の練習グランド 2面、人工芝の競技場、陸上競技施設が備えられている。ヴァルトバートは、1972年にシュタインハーゲン＝アムスハウゼン水泳クラブの揺籃の地となった。
団員数 100人以上のシュタインハーゲン消防団は、町域内の消防を担当している。3台の消防車を有しており、シュタインハーゲン、ブロックハーゲン、アムスハウゼンに1台ずつ配備されている。さらに青年消防団も活動している。
町はシュタインハーゲン施設局 GmbH を介して、電気、ガス、熱、水を供給している。2011年からは、独自の電力網を使って、いわゆるグリーン電力の販売も行っている。

### 教育
町内には、総合学校と養護学校を除くあらゆるタイプの学校が存在している。養護学校はハレの養護学校目的連合に振り分けられる。町域は5つの基礎課程学校に分けられる: ラウクホーフ基礎課程学校、アムスハウゼン基礎課程学校、ブロックハーゲン基礎課程学校、シュタインハーゲン基礎課程学校、および民間が運営するゲオルク＝ミュラー基礎課程学校がある。上級の学校としては、本課程学校（2011年開校）、実科学校、2001年設立のギムナジウム・シュタインハーゲンがある。実科学校は2010年から、ギムナジウムは2009年から全日制学校として運営されている。2013年/2014年の学年開始からギムナジウムの他に中等学校を開校する予定であったが、入学希望者不足（75人以下）で成功しなかった。本課程学校は、2015年/2016年の学年末に全日制に移行する。昼食に対応するために2012年に350席のメンザが設けられた。
これに加えて、ハレ、ヴェールター、ボルクホルツハウゼン、フェルスモルトおよびシュタインハーゲンが加盟する目的自治体連合が運営するラーフェンスベルク市民大学が成人教育の場を提供している。この市民大学は、2009年からシュタインハーゲンのキルヒ広場（教会広場）で健康フォーラムを開催している。
2013年現在、町が運営するシュタインハーゲンの学校 8校には合わせて 2,233人の児童・生徒が在籍している。このうち 730人が基礎課程学校 4校に、1,158人がゼクンダールシュトゥーフェ I に、345人がゼクンダールシュトゥーフェ IIに属す。ゲオルク＝ミュラー基礎課程学校に籍を置くシュタインハーゲンの児童は2013年現在66人である。

### 地元企業
シュタインハーゲンは、蒸留業の衰退後、幅広い多様性を備えた工業分野を特徴としている。6,000人以上の従業員を擁し、建築資材分野（門、扉、ドアフレームなど）で国際的に活動しているヘルマン社は世界的に有名な企業の1つである。この会社はシュタインハーゲンに本社を置いている。ユング・プンペンGmbH は約 350人の従業員を擁し、排水処理技術の分野で国際的に活動している。この会社もシュタインハーゲンに本社を構えている。
地域を超えて有名なのが、ツーム・フュルステンホーフ・ローベルト H. ギュンター蒸留所である。この蒸留所ではジン「シュタインヘーガー」を製造している。転がり軸受・ダイレクトドライブ製品製造業者の INA-シェフラー KG、自動車部品製造業者のリュトゲマイアー GmbHがこの町にある。また出版物流通業者のルンゲもシュタインハーゲンにある。
シュタインハーゲンにはスポーツ用床材のバルザム AG があったが、1994年に乱脈経営のために倒産した。

## 人物

### 出身者
- イェルク・ルーデヴィヒ（ドイツ語版、英語版）（1975年 - ）自転車競技選手。

### ゆかりの人物
- ラインハルト・モーン（ドイツ語版、英語版）（1921年 - 2009年）企業家。シュタインハーゲンに住んだ。
- フランケ・スローターク（ドイツ語版、英語版）（1958年 - ）障害飛越競技選手。シュタインハーゲンに住む。
- イェルク・ベーメ（1974年 - ）サッカー選手・トレーナー。シュタインハーゲンに住む。
- ダビド・オドンコール（1984年 - ）サッカー選手。2006年FIFAワールドカップ優勝メンバー。シュタインハーゲンに住む。

### 訳注
1. ↑  ドイツ北部で見られる家屋の建築様式で、大きな入り口扉を備えた広い土間を持つ建物。Diele = 玄関フロアで、北部では特に土間を意味する。